# Atletik under sommer-OL 2024
Atletik ved Sommer-OL 2024 i Paris er planlagt til at løbe over en ti-dages periode på fire forskellige steder (Pont d'Iéna til kapgang, Hôtel de Ville og Les Invalides for start- og slutpunkterne for maratonløbene og Stade de France for atletikbegivenhederne) fra 1. til 11. august 2024, med i alt 48 medaljebegivenheder fordelt på tre forskellige sæt: atletik , landevejsløb og kapgang.

## Program
| P | Indledende heat | H | Heat | Q | Kvalificering | QH | Kvalificeringsheat | SF | Semifinale | F | Finale | M | Morgenøvelse | A | Aftensøvelse |

| Dato                   | Tor 1. | Tor 1. | Fre 2. | Fre 2. | Lør 3. | Lør 3. | Lør 3. | Søn 4. | Søn 4. | Søn 4. | Man 5. | Man 5. | Tir 6. | Tir 6. | Ons 7. | Ons 7. | Tor 8. | Tor 8. | Fre 9. | Fre 9. | Lør 10. | Lør 10. | Søn 11. | Søn 11. |
| Øvelse                 | M      | A      | M      | A      | M      | M      | A      | M      | A      | A      | M      | A      | M      | A      | M      | A      | M      | A      | M      | A      | M       | A       | M       | A       |
| ---------------------- | ------ | ------ | ------ | ------ | ------ | ------ | ------ | ------ | ------ | ------ | ------ | ------ | ------ | ------ | ------ | ------ | ------ | ------ | ------ | ------ | ------- | ------- | ------- | ------- |
| 100 m                  |        |        |        |        | P      | H      |        |        | SF     | F      |        |        |        |        |        |        |        |        |        |        |         |         |         |         |
| 200 m                  |        |        |        |        |        |        |        |        |        |        |        | H      | QH     |        |        | SF     |        | F      |        |        |         |         |         |         |
| 400 m                  |        |        |        |        |        |        |        |        | H      | H      | QH     |        |        | SF     |        | F      |        |        |        |        |         |         |         |         |
| 800 m                  |        |        |        |        |        |        |        |        |        |        |        |        |        |        | H      |        | QH     |        | SF     |        |         | F       |         |         |
| 1500 m                 |        |        | H      |        |        |        | QH     |        | SF     | SF     |        |        |        | F      |        |        |        |        |        |        |         |         |         |         |
| 5 000 m                |        |        |        |        |        |        |        |        |        |        |        |        |        |        | H      |        |        |        |        |        |         | F       |         |         |
| 10 000 m               |        |        |        | F      |        |        |        |        |        |        |        |        |        |        |        |        |        |        |        |        |         |         |         |         |
| 110 m hæk              |        |        |        |        |        |        |        | H      |        |        |        |        | QH     |        |        | SF     |        | F      |        |        |         |         |         |         |
| 400 m hæk              |        |        |        |        |        |        |        |        |        |        | H      |        | QH     |        |        | SF     |        |        |        | F      |         |         |         |         |
| 3000 m forhindringsløb |        |        |        |        |        |        |        |        |        |        |        | H      |        |        |        | F      |        |        |        |        |         |         |         |         |
| 4×100 m stafetløb      |        |        |        |        |        |        |        |        |        |        |        |        |        |        |        |        | H      |        |        | F      |         |         |         |         |
| 4 × 400 m stafetløb    |        |        |        |        |        |        |        |        |        |        |        |        |        |        |        |        |        |        | H      |        |         | F       |         |         |
| Maraton                |        |        |        |        |        |        |        |        |        |        |        |        |        |        |        |        |        |        |        |        | F       |         |         |         |
| 20 km kapgang          | F      |        |        |        |        |        |        |        |        |        |        |        |        |        |        |        |        |        |        |        |         |         |         |         |
| Længdespring           |        |        |        |        |        |        |        | Q      |        |        |        |        |        | F      |        |        |        |        |        |        |         |         |         |         |
| Trespring              |        |        |        |        |        |        |        |        |        |        |        |        |        |        |        | Q      |        |        |        | F      |         |         |         |         |
| Højdespring            |        |        |        |        |        |        |        |        |        |        |        |        |        |        | Q      |        |        |        |        |        |         | F       |         |         |
| Stangspring            |        |        |        |        |        |        | Q      |        |        |        |        | F      |        |        |        |        |        |        |        |        |         |         |         |         |
| Kuglestød              |        |        |        | Q      |        |        | F      |        |        |        |        |        |        |        |        |        |        |        |        |        |         |         |         |         |
| Diskoskast             |        |        |        |        |        |        |        |        |        |        | Q      |        |        |        |        | F      |        |        |        |        |         |         |         |         |
| Spydkast               |        |        |        |        |        |        |        |        |        |        |        |        | Q      |        |        |        |        | F      |        |        |         |         |         |         |
| Hammerskast            |        |        | Q      |        |        |        |        |        | F      | F      |        |        |        |        |        |        |        |        |        |        |         |         |         |         |
| Tikamp                 |        |        | F      | F      | F      | F      | F      |        |        |        |        |        |        |        |        |        |        |        |        |        |         |         |         |         |

| Dato              | Tor 1. | Tor 1. | Fre 2. | Fre 2. | Fre 2. | Lør 3. | Lør 3. | Lør 3. | Søn 4. | Søn 4. | Man 5. | Man 5. | Tir 6. | Tir 6. | Ons 7. | Ons 7. | Tor 8. | Tor 8. | Fre 9. | Fre 9. | Lør 10. | Lør 10. | Søn 11. | Søn 11. |
| Øvelse            | M      | A      | M      | M      | A      | M      | A      | A      | M      | A      | M      | A      | M      | A      | M      | A      | M      | A      | M      | A      | M       | A       | M       | A       |
| ----------------- | ------ | ------ | ------ | ------ | ------ | ------ | ------ | ------ | ------ | ------ | ------ | ------ | ------ | ------ | ------ | ------ | ------ | ------ | ------ | ------ | ------- | ------- | ------- | ------- |
| 100 m             |        |        | P      | H      |        |        | SF     | F      |        |        |        |        |        |        |        |        |        |        |        |        |         |         |         |         |
| 200 m             |        |        |        |        |        |        |        |        | H      |        | QH     | SF     |        | F      |        |        |        |        |        |        |         |         |         |         |
| 400 m             |        |        |        |        |        |        |        |        |        |        | H      |        | QH     |        |        | SF     |        |        |        | F      |         |         |         |         |
| 800 m             |        |        |        |        | H      | QH     |        |        |        | SF     |        | F      |        |        |        |        |        |        |        |        |         |         |         |         |
| 1500 m            |        |        |        |        |        |        |        |        | H      |        |        |        |        |        | QH     |        |        | SF     |        |        |         | F       |         |         |
| 5000 m            |        |        |        |        |        |        | H      | H      |        |        |        |        |        | F      |        |        |        |        |        |        |         |         |         |         |
| 10.000 m          |        |        |        |        |        |        |        |        |        |        |        |        |        |        |        |        |        |        |        | F      |         |         |         |         |
| 100 m hæk         |        |        |        |        |        |        |        |        |        |        |        |        |        |        | H      |        | QH     |        | SF     |        |         | F       |         |         |
| 400 m hæk         |        |        |        |        |        |        |        |        | H      |        | QH     |        |        | SF     |        |        |        | F      |        |        |         |         |         |         |
| 3000 m hinder     |        |        |        |        |        |        |        |        |        |        |        |        | H      |        |        |        |        | F      |        |        |         |         |         |         |
| 4 × 100 m stafet  |        |        |        |        |        |        |        |        |        |        |        |        |        |        |        |        | H      |        |        | F      |         |         |         |         |
| 4 × 400 m stafett |        |        |        |        |        |        |        |        |        |        |        |        |        |        |        |        |        |        | H      |        |         | F       |         |         |
| Maraton           |        |        |        |        |        |        |        |        |        |        |        |        |        |        |        |        |        |        |        |        |         |         | F       |         |
| 20 km kapgang     | F      |        |        |        |        |        |        |        |        |        |        |        |        |        |        |        |        |        |        |        |         |         |         |         |
| Længdespring      |        |        |        |        |        |        |        |        |        |        |        |        | Q      |        |        |        |        | F      |        |        |         |         |         |         |
| Tresteg           |        |        |        |        | Q      |        | F      | F      |        |        |        |        |        |        |        |        |        |        |        |        |         |         |         |         |
| Højdespring       |        |        | Q      | Q      |        |        |        |        |        | F      |        |        |        |        |        |        |        |        |        |        |         |         |         |         |
| Stangspring       |        |        |        |        |        |        |        |        |        |        | Q      |        |        |        |        | F      |        |        |        |        |         |         |         |         |
| Kuglestød         |        |        |        |        |        |        |        |        |        |        |        |        |        |        |        |        | Q      |        |        | F      |         |         |         |         |
| Diskoskast        |        |        |        |        | Q      |        |        |        |        | F      |        |        |        |        |        |        |        |        |        |        |         |         |         |         |
| Spydkast          |        |        |        |        |        |        |        |        |        |        |        |        |        |        | Q      |        |        |        |        |        |         | F       |         |         |
| Hammerkast        |        |        |        |        |        |        |        |        | Q      |        |        |        |        | F      |        |        |        |        |        |        |         |         |         |         |
| Syvkamp           |        |        |        |        |        |        |        |        |        |        |        |        |        |        |        |        | F      | F      | F      | F      |         |         |         |         |

| Dato                      | Fre 2. | Fre 2. | Lør 3. | Lør 3. |   | Ons 7. | Ons 7. |
| Øvelse                    | M      | A      | M      | A      | M | A      |        |
| ------------------------- | ------ | ------ | ------ | ------ | - | ------ | ------ |
| 4 × 400 m stafetløb       |        | H      |        | F      |   |        |        |
| Kapgang maraton stafetløb |        |        |        |        | F |        |        |

## Medaljesammendrag

### Medaljetabel
*   Værtsnation ( Frankrig)
| Rank            | NOC                       | Guld | Sølv | Bronze | Total |
| --------------- | ------------------------- | ---- | ---- | ------ | ----- |
| 1               | USA                       | 14   | 11   | 9      | 34    |
| 2               | Kenya                     | 4    | 2    | 4      | 10    |
| 3               | Canada                    | 3    | 1    | 1      | 5     |
| 4               | Spanien                   | 2    | 1    | 1      | 4     |
| 5               | Norge                     | 2    | 1    | 0      | 3     |
| 6               | Storbritannien            | 1    | 4    | 5      | 10    |
| 7               | Jamaica                   | 1    | 3    | 2      | 6     |
| 8               | Australien                | 1    | 2    | 4      | 7     |
| 9               | Tyskland                  | 1    | 2    | 1      | 4     |
| 10              | Etiopien                  | 1    | 2    | 0      | 3     |
| 11              | Holland                   | 1    | 1    | 3      | 5     |
| 12              | Kina                      | 1    | 1    | 2      | 4     |
| 13              | Belgien                   | 1    | 1    | 1      | 3     |
| 14              | New Zealand               | 1    | 1    | 0      | 2     |
| 14              | Ecuador                   | 1    | 1    | 0      | 2     |
| 14              | Botswana                  | 1    | 1    | 0      | 2     |
| 14              | Uganda                    | 1    | 1    | 0      | 2     |
| 14              | Bahrain                   | 1    | 1    | 0      | 2     |
| 14              | Saint Lucia               | 1    | 1    | 0      | 2     |
| 20              | Ukraine                   | 1    | 0    | 2      | 3     |
| 21              | Grækenland                | 1    | 0    | 1      | 2     |
| 22              | Den Dominikanske Republik | 1    | 0    | 0      | 1     |
| 22              | Pakistan                  | 1    | 0    | 0      | 1     |
| 22              | Sverige                   | 1    | 0    | 0      | 1     |
| 22              | Dominica                  | 1    | 0    | 0      | 1     |
| 22              | Japan                     | 1    | 0    | 0      | 1     |
| 22              | Marokko                   | 1    | 0    | 0      | 1     |
| 28              | Sydafrika                 | 0    | 2    | 0      | 2     |
| 29              | Italien                   | 0    | 1    | 2      | 3     |
| 30              | Brasilien                 | 0    | 1    | 1      | 2     |
| 31              | Litauen                   | 0    | 1    | 0      | 1     |
| 31              | Frankrig*                 | 0    | 1    | 0      | 1     |
| 31              | Portugal                  | 0    | 1    | 0      | 1     |
| 31              | Ungarn                    | 0    | 1    | 0      | 1     |
| 31              | Indien                    | 0    | 1    | 0      | 1     |
| 36              | Grenada                   | 0    | 0    | 2      | 2     |
| 37              | Algeriet                  | 0    | 0    | 1      | 1     |
| 37              | Polen                     | 0    | 0    | 1      | 1     |
| 37              | Zambia                    | 0    | 0    | 1      | 1     |
| 37              | Tjekkiet                  | 0    | 0    | 1      | 1     |
| 37              | Kroatien                  | 0    | 0    | 1      | 1     |
| 37              | Puerto Rico               | 0    | 0    | 1      | 1     |
| 37              | Qatar                     | 0    | 0    | 1      | 1     |
| Total (43 NOCs) | Total (43 NOCs)           | 47   | 47   | 48     | 142   |

### Herrer
| Event                       | Guld                                                                                        | Sølv                                                                                   | Bronze |
| --------------------------- | ------------------------------------------------------------------------------------------- | -------------------------------------------------------------------------------------- | --- |
| 100 meter løb               | Noah Lyles · USA                                                                            | Kishane Thompson · Jamaica                                                             | Fred Kerley · USA |
| 200 meter løb               | Letsile Tebogo · Botswana                                                                   | Kenny Bednarek · USA                                                                   | Noah Lyles · USA |
| 400 meter løb               | Quincy Hall · USA                                                                           | Matthew Hudson-Smith · Storbritannien                                                  | Muzala Samukonga · Zambia |
| 800 meter løb               | Emmanuel Wanyonyi · Kenya                                                                   | Marco Arop · Canada                                                                    | Djamel Sedjati · Algeriet |
| 1.500 meter løb             | Cole Hocker · USA                                                                           | Josh Kerr · Storbritannien                                                             | Yared Nuguse · USA |
| 5.000 meter løb             | Jakob Ingebrigtsen · Norge                                                                  | Ronald Kwemoi · Kenya                                                                  | Grant Fisher · USA |
| 10.000 meter løb            | Joshua Cheptegei · Uganda                                                                   | Berihu Aregawi · Etiopien                                                              | Grant Fisher · USA |
| 110 meter hækkeløb          | Grant Holloway · USA                                                                        | Daniel Roberts · USA                                                                   | Rasheed Broadbell · Jamaica |
| 400 meter hækkeløb          | Rai Benjamin · USA                                                                          | Karsten Warholm · Norge                                                                | Alison dos Santos · Brasilien |
| 3.000 meter forhindringsløb | Soufiane El Bakkali · Marokko                                                               | Kenneth Rooks · USA                                                                    | Abraham Kibiwot · Kenya |
| 4×100 meter stafetløb       | Canada · Aaron Brown · Jerome Blake · Brendon Rodney · Andre De Grasse                      | Sydafrika · Bayanda Walaza · Shaun Maswanganyi · Bradley Nkoana · Akani Simbine        | Storbritannien · Jeremiah Azu · Louie Hinchliffe · Nethaneel Mitchell-Blake · Zharnel Hughes · Richard Kilty[b]                  |
| 4×400 meter stafetløb       | USA · Christopher Bailey · Vernon Norwood · Bryce Deadmon · Rai Benjamin · Quincy Wilson[b] | Botswana · Bayapo Ndori · Busang Collen Kebinatshipi · Anthony Pesela · Letsile Tebogo | Storbritannien · Alex Haydock-Wilson · Matthew Hudson-Smith · Lewis Davey · Charlie Dobson · Samuel Reardon[b] · Toby Harries[b] |
| Maraton                     | Tamirat Tola · Etiopien                                                                     | Bashir Abdi · Belgien                                                                  | Benson Kipruto · Kenya |
| 20 kilometer kapgang        | Brian Pintado · Ecuador                                                                     | Caio Bonfim · Brasilien                                                                | Álvaro Martín · Spanien |
| Højdespring                 | Hamish Kerr · New Zealand                                                                   | Shelby McEwen · USA                                                                    | Mutaz Essa Barshim · Qatar |
| Stangspring                 | Armand Duplantis · Sverige                                                                  | Sam Kendricks · USA                                                                    | Emmanouil Karalis · Grækenland                                                                                                   |
| Længdespring                | Miltiadis Tentoglou · Grækenland                                                            | Wayne Pinnock · Jamaica                                                                | Mattia Furlani · Italien |
| Trespring                   | Jordan Díaz · Spanien                                                                       | Pedro Pichardo · Portugal                                                              | Andy Díaz · Italien |
| Kuglestød                   | Ryan Crouser · USA                                                                          | Joe Kovacs · USA                                                                       | Rajindra Campbell · Jamaica |
| Diskoskast                  | Rojé Stona · Jamaica                                                                        | Mykolas Alekna · Litauen                                                               | Matthew Denny · Australien |
| Hammerskast                 | Ethan Katzberg · Canada                                                                     | Bence Halász · Ungarn                                                                  | Mykhaylo Kokhan · Ukraine |
| Spydskast                   | Arshad Nadeem · Pakistan                                                                    | Neeraj Chopra · Indien                                                                 | Anderson Peters · Grenada |
| Tikamp                      | Markus Rooth · Norge                                                                        | Leo Neugebauer · Tyskland                                                              | Lindon Victor · Grenada |

### Damer
| 100 meter løb               | Julien Alfred · Saint Lucia | Sha'Carri Richardson · USA                                                                                                 | Melissa Jefferson · USA |  |  |  |
| 200 meter løb               | Gabrielle Thomas · USA | Julien Alfred · Saint Lucia                                                                                                | Brittany Brown · USA |  |  |  |
| 400 meter løb               | Marileidy Paulino · Den Dominikanske Republik                                                                                                | Salwa Eid Naser · Bahrain                                                                                                  | Natalia Kaczmarek · Polen |  |  |  |
| 800 meter løb               | Keely Hodgkinson · Storbritannien | Tsige Duguma · Etiopien | Mary Moraa · Kenya |  |  |  |
| 1.500 meter løb             | Faith Kipyegon · Kenya | Jessica Hull · Australien                                                                                                  | Georgia Bell · Storbritannien |  |  |  |
| 5.000 meter løb             | Beatrice Chebet · Kenya | Faith Kipyegon · Kenya | Sifan Hassan · Holland |  |  |  |
| 10.000 meter løb            | Beatrice Chebet · Kenya | Nadia Battocletti · Italien                                                                                                | Sifan Hassan · Holland |  |  |  |
|                             | | | |  |  |  |
| 100 meter hækkeløb          | Masai Russell · USA | Cyréna Samba-Mayela · Frankrig                                                                                             | Jasmine Camacho-Quinn · Puerto Rico |  |  |  |
| 400 meter hækkeløb          | Sydney McLaughlin-Levrone · USA | Anna Cockrell · USA | Femke Bol · Holland |  |  |  |
|                             | | | |  |  |  |
| 3.000 meter forhindringsløb | Winfred Yavi · Bahrain | Peruth Chemutai · Uganda                                                                                                   | Faith Cherotich · Kenya |  |  |  |
|                             | | | |  |  |  |
| 4×100 meter stafetløb       | USA · Melissa Jefferson · Twanisha Terry · Gabrielle Thomas · Sha'Carri Richardson                                                           | Storbritannien · Dina Asher-Smith · Imani-Lara Lansiquot · Amy Hunt · Daryll Neita · Bianca Williams[b] · Desirèe Henry[b] | Tyskland · Alexandra Burghardt · Lisa Mayer · Gina Lückenkemper · Rebekka Haase · Sophia Junk[b]                                                                |  |  |  |
| 4×400 meter stafetløb       | USA · Shamier Little · Sydney McLaughlin-Levrone · Gabrielle Thomas · Alexis Holmes · Quanera Hayes[b] · Aaliyah Butler[b] · Kaylyn Brown[b] | Holland · Lieke Klaver · Cathelijn Peeters · Lisanne de Witte · Femke Bol · Eveline Saalberg[b] · Myrte van der Schoot[b]  | Storbritannien · Victoria Ohuruogu · Laviai Nielsen · Nicole Yeargin · Amber Anning · Yemi Mary John[b] · Hannah Kelly[b] · Jodie Williams[b] · Lina Nielsen[b] |  |  |  |
|                             | | | |  |  |  |
| Maraton                     | Sifan Hassan · Holland | Tigst Assefa · Etiopien | Hellen Obiri · Kenya |  |  |  |
|                             | | | |  |  |  |
| 20 kilometer kapgang        | Yang Jiayu · Kina | María Pérez · Spanien | Jemima Montag · Australien AR |  |  |  |
|                             | | | |  |  |  |
| Højdespring                 | Yaroslava Mahuchikh · Ukraine | Nicola Olyslagers · Australien                                                                                             | Eleanor Patterson · Australien Iryna Herashchenko · Ukraine |  |  |  |
| Stangspring                 | Nina Kennedy · Australien | Katie Moon · USA | Alysha Newman · Canada |  |  |  |
| Længdespring                | Tara Davis-Woodhall · USA | Malaika Mihambo · Tyskland                                                                                                 | Jasmine Moore · USA |  |  |  |
| Trespring                   | Thea LaFond · Dominica | Shanieka Ricketts · Jamaica                                                                                                | Jasmine Moore · USA |  |  |  |
|                             | | | |  |  |  |
| Kuglestød                   | Yemisi Ogunleye · Tyskland | Maddi Wesche · New Zealand                                                                                                 | Song Jiayuan · Kina |  |  |  |
| Diskoskast                  | Valarie Allman · USA | Feng Bin · Kina | Sandra Elkasević · Kroatien |  |  |  |
| Hammerskast                 | Camryn Rogers · Canada | Annette Echikunwoke · USA                                                                                                  | Zhao Jie · Kina |  |  |  |
| Spydskast                   | Haruka Kitaguchi · Japan | Jo-Ane van Dyk · Sydafrika                                                                                                 | Nikola Ogrodníková · Tjekkiet |  |  |  |
|                             | | | |  |  |  |
| Syvkamp                     | Nafissatou Thiam · Belgien | Katarina Johnson-Thompson · Storbritannien                                                                                 | Noor Vidts · Belgien |  |  |  |

### Mixed
| Event                  | Guld                                                                                           | Sølv                                                                 | Bronze |
| ---------------------- | ---------------------------------------------------------------------------------------------- | -------------------------------------------------------------------- | --- |
| 4×400 meter stafetløb  | Holland · Eugene Omalla · Lieke Klaver · Isaya Klein Ikkink · Femke Bol · Cathelijn Peeters[b] | USA · Vernon Norwood · Shamier Little · Bryce Deadmon · Kaylyn Brown | Storbritannien · Samuel Reardon · Laviai Nielsen · Alex Haydock-Wilson · Amber Anning · Nicole Yeargin[b] |
| Maraton kapgang stafet | Spanien · Álvaro Martín · María Pérez                                                          | Ecuador · Brian Pintado · Glenda Morejón                             | Australien · Rhydian Cowley · Jemima Montag                                                               |

^ Atleter som deltog i det indledende heat og modtog medaljer.